# لوس فایوس
لوس فایوس (به اسپانیایی: Los Fayos) یک شهرداری در اسپانیا است که در استان ساراگوسا واقع شده‌است.

## خصوصیات
لوس فایوس ۳٫۸۸ کیلومترمربع مساحت و ۱۵۳ نفر جمعیت دارد.